# Sphodromantis elegans
Sphodromantis elegans é uma espécie de louva-a-deus da família dos Mantidae, sendo encontrados na Etiópia, Burkina Faso, Guiné, Congo, Mauritânia, Níger, Senegal.